# Dræby
Dræby er en landsby på det nordøstlige Fyn, beliggende 2 km vest for Munkebo og 10 km nordøst for Odense. Landsbyen hører til Kerteminde Kommune og ligger i Region Syddanmark.
Dræby hører til Munkebo Sogn. Munkebo Kirke ligger i Munkebo. Nordvest for Dræby rager halvøen Dræby Fed ud i den del af Odense Fjord, der kaldes Dræby Kvissel. Sammen med Dræby Fed og Moselauget har Dræby omkring 250 indbyggere.

## Faciliteter
Dræby Beboerforening blev stiftet i 2005 og udlejer borde, stole, stiger, stillads mv. til medlemmerne. Bus 150 kører 2-3 gange i timen til Munkebo, som har mange faciliteter.

## Historie

### Draget
Inden de omfattende inddæmninger i 1818-74 lå Dræby tæt ved kysten. Fjordens inderste vig sluttede hvor Dræbyvej og Kystvejen nu krydser hinanden. Herfra var der kun 800 meter over til Kertinge Nor. Det menes at være det drag, hvor vikingerne har trukket deres både over land.

### Ejendomme
I 1400-tallet og 1500-tallet omtales hovedgården Dræbygård, der har ligget hvor Vestergård og den nuværende Dræbygård ligger. Den blev opdelt, men resterne af voldstedet anes stadig bag gårdene. Christian 4. købte i 1640 Trællerupgård med tilliggende jord for at oprette Ulriksholm. Den og Østergård ejede i 1728 stort set hele Dræby: 14 gårde og 3 huse. I 1844 ejede Østergård stadig 4 fæstegårde og 9 husmandsbrug i Dræby. Dræby blev i 1797 udskiftet ved stjerneudskiftning, så de fleste gårde kunne blive liggende. Dele af de nuværende Vingård og Elkærgård stammer helt fra den tid.

### Stationsbyen
I 1899 beskrives Dræby således: "Dræby (1314: Dreyby, o: Byen paa „Draget", den smalle Landtange, der forener Hindsholm med det øvrige Fyn), ved Landevejen, med Skole, Forsamlingshus (opf. 1887), Fællesmejeri og Jærnbanestation." Målebordsbladene viser en fattiggård og et jordemoderhus midt mellem Dræby og Munkebo.
Dræby fik station på Odense-Kerteminde-Dalby Jernbane, der blev åbnet i 1900. I 1914 blev den forlænget til Martofte og kom til at hedde Odense-Kerteminde-Martofte Jernbane. Dræby Station lå 1 km sydvest for kirkelandsbyen og havde både krydsningsspor med troljeskur og læssespor med siderampe. I 1917 blev krydsningssporet flyttet til Ladby Station. Sidesporet blev så forlænget i 1920 og havde i 1942-50 også stikspor i den østlige ende. I 1958-63 var der et stikspor, hvor tunge maskindele til Lindøværftet blev omladet til blokvogne, men sporet blev aldrig forlænget ud til værftet. Ved stationen opstod den lille bebyggelse Moselauget – på nyere kort Moselavet – hvor der også var posthus.
Dræby havde været sognets hovedby med flest gårde, telefoncentral og adskillige forretninger, håndværkere og mindre virksomheder, blandt andet en madrasfabrik. Det blev vendt om, da banen blev nedlagt i 1966 og Munkebo voksede stærkt efter opførelsen af Lindøværftet. Den sidste butik der lukkede i Dræby, var en købmandsforretning i Brugsens tidligere lokaler. Stationsbygningen, der var tegnet af arkitekt Heinrich Wenck, er bevaret på Munkebovej 10.